# Thomas Shaughnessy, 1:e baron Shaughnessy
Thomas George Shaughnessy, 1:e baron Shaughnessy, född den 6 oktober 1853 i Milwaukee, Wisconsin, död den 10 december 1923 i Montréal, Quebec, var en kanadensisk järnvägsmagnat.
Shaughnessy, som var son till en till Förenta staterna utvandrad irländare, blev 1868 anställd hos ett järnvägsbolag i Milwaukee. Han flyttade därifrån till Kanada och blev inköpschef hos Canadian Pacific Railway Company samt 1884 bolagets vice verkställande direktör. Han visade på denna post stor administrativ duglighet, blev 1899 bolagets president och verkade framgångsrikt för att leda en invandringsström till Kanada och där längs järnvägen åt nybyggarna upplåta farmer på billiga villkor. Bland annat skaffade sig bolaget en betydande flotta av person- och lastångare och igångsatte stora bevattningsföretag i Alberta. I Kanadas politiska liv var han indirekt mycket inflytelserik. Han nedlade 1918 sina befattningar, men mottog i stället ordförandeskapet i bolagets styrelse. Sina sista år tillbragte han mestadels i England. År 1901 hade han erhållit knightvärdighet och 1916 blev han peer som baron Shaughnessy of Montreal and Ashford.